# Liste der Baudenkmale in Borne
In der Liste der Baudenkmale in Borne sind die Baudenkmale des niedersächsischen Ortes Borne aufgelistet. Dies ist ein Teil der Liste der Baudenkmale in Uelzen. Der Stand der Liste ist der 17. November 2021.
Die Quelle der  IDs und der Beschreibungen ist der Denkmalatlas Niedersachsen.

## Allgemein
In den Spalten befinden sich folgende Informationen:
- Lage: die Adresse des Baudenkmales und die geographischen Koordinaten. Kartenansicht, um Koordinaten zu setzen. In der Kartenansicht sind Baudenkmale ohne Koordinaten mit einem roten Marker dargestellt und können in der Karte gesetzt werden. Baudenkmale ohne Bild sind mit einem blauen Marker gekennzeichnet, Baudenkmale mit Bild mit einem grünen Marker.
- Bezeichnung: Bezeichnung des Baudenkmales
- Beschreibung: die Beschreibung des Baudenkmales. Unter § 3 Abs. 2 NDSchG werden Einzeldenkmale und unter § 3 Abs. 3 NDSchG Gruppen baulicher Anlagen und deren Bestandteile ausgewiesen.
- ID: die Objekt-ID des Baudenkmales
- Bild: ein Bild des Baudenkmales, ggf. zusätzlich mit einem Link zu weiteren Fotos des Baudenkmals im Medienarchiv Wikimedia Commons. Wenn man auf das Kamerasymbol klickt, können Fotos zu Baudenkmalen aus dieser Liste hochgeladen werden:

## Borne
Borne liegt etwa ein Kilometer östlich von Holdenstedt. Das Dorf war mal als Rundling angelegt, heute ist von dieser Struktur nichts mehr vorhanden.

### Gruppen baulicher Anlagen in Borne
| Lage                                       | Bezeichnung                                       | Beschreibung | ID       | Bild |
| ------------------------------------------ | ------------------------------------------------- | --- | -------- | ---- |
| Im Rundling 2 52° 54′ 46″ N, 10° 32′ 17″ O | Ehemalige Hofanlage, Wohnhaus und Treppenspeicher | Die Hofanlage Im Rundling 2 in Borne besteht aus einem Wohn-/Wirtschaftsgebäude von 1752 im südwestlichen und einem etwa zeitgleich errichteten Treppenspeicher im nordöstlichen Grundstücksbereich. | 31004720 | BW   |

### Einzeldenkmal in Borne
| Lage                                       | Bezeichnung                  | Beschreibung | ID       | Bild |
| ------------------------------------------ | ---------------------------- | --- | -------- | ---- |
| Im Rundling 2 52° 54′ 46″ N, 10° 32′ 17″ O | Wohn-/ Wirtschaftsgebäude    | Zur Erschließungsstraße zum Dorfplatz des ehemaligen Rundlings traufständiger Zweiständer-Fachwerkbau unter ziegelgedecktem Halbwalmdach, auf Feldsteinsockel. Wirtschaftsgiebel-Rähm leicht vorkragend. Errichtet 1752 (i). | 31006085 | BW   |
| Im Rundling 2 52° 54′ 46″ N, 10° 32′ 18″ O | Treppenspeicher              | Eineinhalbgeschossiger Treppenspeicher mit Lehmgefachen unter ziegelgedecktem Satteldach. Errichtet um 1750. | 31006103 | BW   |
| Im Rundling 8 52° 54′ 45″ N, 10° 32′ 13″ O | Wohn- und Wirtschaftsgebäude | | 31006068 | BW   |